# رابرت ویلیام مونسل
رابرت ویلیام مونسل (انگلیسی: Robert Moncel; ۹ آوریل ۱۹۱۷ – ۱۰ دسامبر ۲۰۰۷) فرد نظامی اهل کانادا بود. وی همچنین برندهٔ جوایزی همچون نشان افسری کانادا شده‌است.